# Грачёва, Светлана Михайловна
Светла́на Миха́йловна Грачёва (род. 22 октября 1965, Киселёвск) — российский искусствовед, историк искусства. Декан факультета теории и истории искусств, профессор кафедры русского искусства Санкт-Петербургской академии художеств имени Ильи Репина. Член Ассоциации искусствоведов Общероссийской организации историков искусства и художественных критиков (АИС) — Ассоциированного члена Российской национальной секции Международной ассоциации художественных критиков (AICA). Член Санкт-Петербургского Союза художников. Член-корреспондент РАХ (2020). Учёное звание - профессор.

## Биография
Светлана Грачёва родилась 22 октября 1965 года в городе Киселёвске Кемеровской области.
В 1987 году окончила Санкт-Петербургский государственный академический института живописи, скульптуры и архитектуры имени И. Е. Репина по специальности «История и теория изобразительного искусства»  с присвоением квалификации искусствоведа. Дипломная работа «Проблема творческой личности в портретном искусстве ленинградских художников 1960—80-х годов (на материале портретов деятелей театра и музыки» (Рук. Р. И. Власова).
Декан факультета теории и истории искусств, профессор кафедры русского искусства Санкт-Петербургского государственного академического института живописи, скульптуры и архитектуры имени И. Е. Репина при Российской академии художеств. Лекционные курсы: история и теория русской художественной критики, методика искусствоведческого анализа, отечественное изобразительное искусство первой половины XX века.
В 2010 году защитила диссертацию на соискание учёной степени доктора искусствоведения на тему «Отечественная художественная критика XX века: вопросы теории, истории, образования».
Область научных интересов — отечественная художественная критика XX века, отечественное изобразительное искусство XX века.
В 2017 году стажировалась в Академии изящных искусств Неаполя.

## Участие в творческих и общественных организациях
- Член Ассоциации искусствоведов Общероссийской организации историков искусства и художественных критиков (АИС)[1]
- Член Санкт-Петербургского Союза художников